# 폭풍우 치는 밤에
《폭풍우 치는 밤에》(일본어: あらしのよるに 아라시노요루니[*], 가부와 메이 이야기)는 기무라 유이치의 그림책 제목이자 이 작품을 원작으로 한 여러 미디어로 전개된 작품의 이름이다. 1995년 제42회 산케이 아동 출판 문화상 JR상 및 제26회 고단샤 출판 문화상 그림책상 수상 작품이다. 2005년, 스기이 기사부로 감독에 의해 애니메이션 영화화되었다. 2012년 4월 4일부터 9월 26일까지 TV 도쿄 계열에서 《폭풍우 치는 밤에 ~비밀 친구~》라는 이름으로 애니메이션화 작품이 방송되었다. TV 애니메이션을 극장용으로 재편집된 동명의 영화가 2012년 11월 10일 일본에서 공개되었다.
2014년 2월 6일, 대한민국에서 《가부와 메이 이야기》로 이름을 바꾸어 재상영이 결정되었다.